# Kouka
Kouka är en kommun i västra Burkina Faso och ligger i provinsen Banwa. Befolkningen uppgick till 59 118 invånare vid folkräkningen 2006.